# The Thrill Book
The Thrill Book fue una revista pulp estadounidense publicada por Street & Smith en 1919. Su intención era presentar relatos «diferentes», es decir, historias inusuales o inclasificables, lo que en la práctica a menudo se traducía en relatos de fantasía o ciencia ficción. Los primeros ocho números, editados por Harold Hersey, eran una mezcla de relatos de aventuras y weird fiction. Entre sus colaboradores estaban Greye La Spina, Charles Fulton Oursler, J. H. Coryell y Seabury Quinn. Hersey fue reemplazado por Ronald Oliphant con la edición del número del 1 de julio, probablemente porque Street & Smith no estaba satisfecho con sus resultados.
Oliphant publicó más ciencia ficción y fantasía que Hersey, aunque entre sus publicaciones se encontraban dos relatos de Murray Leinster que Hersey había comprado antes de ser reemplazado. El relato más famoso de The Thrill Book es The Heads of Cerberus, de Francis Stevens, un ejemplo temprano de una novela sobre líneas temporales alternativas. Oliphant recibió un mayor presupuesto que Hersey y pudo adquirir material de escritores populares en la época como H. Bedford-Jones, pero solamente pudo publicar ocho números más antes del final de la revista. El último número tenía fecha del 15 de octubre de 1919; la revista probablemente dejó de publicarse a causa de las escasas ventas, aunque es posible que una huelga de impresores en ese momento haya sido un factor determinante.
Aunque The Thrill Book se ha descrito como la primera publicación pulp estadounidense especializada en fantasía y ciencia ficción, esta calificación no cuenta con el apoyo de algunos historiadores recientes de este campo, que la consideran más bien como un escalón en el camino que finalmente condujo a publicaciones como Weird Tales y Amazing Stories, las primeras revistas verdaderamente especializadas en los campos de la weird fiction y la ciencia ficción, respectivamente. 

## Historia editorial

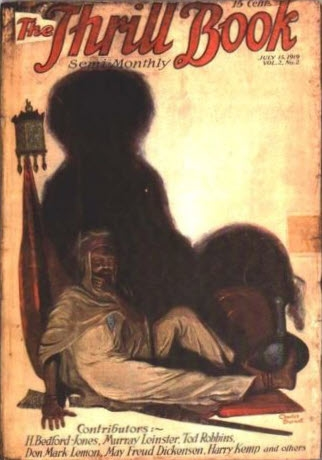
Portada del número del 15 de julio; la ilustración es obra de Charles Durant

A finales del siglo XIX las revistas populares no solían publicar exclusivamente ficción, sino que incluían también artículos de no ficción y poesía. En octubre de 1896 la revista Argosy, editada por Frank Munsey, fue la primera en comenzar a publicar exclusivamente ficción y en diciembre de ese mismo año empezó a utilizar papel barato confeccionado a base de pasta de madera. Hoy en día los estudiosos de la historia de las revistas consideran que este fue el comienzo de la era de las revistas pulp. Durante veinte años las revistas pulp tuvieron una buena acogida sin restringir su contenido de ficción a ningún género específico, pero en 1915 la influyente editorial Street & Smith comenzó a publicar títulos que se centraban en un segmento de mercado concreto, como Detective Story Magazine y Western Story Magazine, convirtiéndose así en pionera de las revistas pulp especializadas y de género único. En medio de estos cambios, en algún momento de 1918 el director de distribución de Street & Smith, Henry Ralston, decidió lanzar una nueva revista para publicar historias «diferentes», esto es, historias que de alguna manera eran insólitas o inclasificables, lo que en la mayoría de los casos implicaba que incluían elementos de fantasía o ciencia ficción. En su libro sobre la historia de Street & Smith The Fiction Factory, Quentin Reynolds afirma que la revista fue idea de Ormond G. Smith, uno de los editores, pero el historiador de publicaciones pulp Will Murray considera que es poco probable que sea la versión de los hechos completa, ya que el libro de Reynolds fue escrito casi cuarenta años después y fue una historia «autorizada», aunque Ralston ciertamente participó en la creación de The Thrill Book. Walter Adolphe Roberts, el editor de la revista de Street & Smith Ainslee's Magazine, le dijo a su amigo Harold Hersey, que Ralston estaba buscando un editor para una nueva revista. Hersey había vendido algunos trabajos a las pulps, pero su experiencia editorial se limitaba a no más de un año de trabajo en algunas revistas literarias. Se reunió con Ralston a principios de 1919 y tras la entrevista fue inmediatamente contratado. Es posible que estuviera previsto que Eugene A. Clancy, editor de la revista de Street & Smith The Popular Magazine, fuera el editor de The Thrill Book, pero no pudo asumir el trabajo adicional, aunque Clancy colaboró con Hersey en algunos números de la revista. La incorporación de Hersey como editor fue desafortunada; los historiadores del sector describen a Hersey como un escritor y editor sin talento.
El primer número tenía fecha del 1 de marzo de 1919 y se publicó en un formato similar al de una dime novel, una elección de formato que fue probablemente un error, ya que el público lo asoció con ficción de baja calidad dirigida a lectores de escaso nivel. El planteamiento de publicar dos números al mes indicaba que Street & Smith confiaba en que la nueva revista tendría éxito.
Con el número 9 de la revista, de fecha 1 de julio de 1919, Hersey fue reemplazado por Ronald Oliphant. Las razones de este cambio no están claras, aunque se proponen varias explicaciones. Murray Leinster consideraba que Hersey fue despedido por publicar muchas de sus propias obras de ficción y poesía en la revista; según Leinster, parte de la poesía pudo haber sido escrita por su madre en lugar de por el propio Hersey. El historiador pulp Richard Bleiler considera esta teoría poco probable, ya que aunque hasta dieciocho de los veinticinco poemas cortos de los primeros ocho números de la revista pueden haber sido de Hersey, solo dos relatos de esos números son sin duda suyos y solo hay otros cuatro relatos que pueden haber sido obra de Hersey publicados bajo seudónimo. Bleiler considera que como mucho Street & Smith habría reprendido a Hersey y que la verdadera razón de su despido es más probable que fuera que la editorial no estaba satisfecha con los resultados de la revista con él como editor; Bleiler también señala que Hersey puede haber iniciado el rumor de que fue despedido por adquirir demasiado material propio, ya que esto habría sido menos perjudicial para su reputación que un despido por fracasar. Por su parte, Hersey afirmó que no fue despedido, sino que renunció: «Vi que la decisión ya era un hecho antes de tiempo. Pedí ser relevado de mis funciones... ¡y mi petición fue aceptada rápidamente!».
Al mismo tiempo que se nombró a Oliphant como editor, el diseño de la revista se cambió al de una pulp estándar. Con sus 160 páginas ofrecía a los lectores una relación calidad/precio mucho mejor que el formato de novela de 48 páginas de los primeros ocho números, a pesar del aumento de precio de 10 a 15 centavos. Se inició un departamento de preguntas y respuestas, «Cross-Trails», imitando un elemento similar de Adventure, la revista pulp de mayor éxito de la época, y también es posible que el cambio de formato se hiciera para aumentar el parecido de las dos revistas, junto con un cambio en el aspecto de la página de contenidos de The Thrill Book para parecerse a la de Adventure.
Street & Smith canceló la revista después de la publicación del número 16, de fecha 15 de octubre. A menudo se ha planteado como motivo una huelga de impresores existente en aquel momento, aunque Hersey lo negó en sus memorias, y está claro que las malas ventas fueron al menos parte de la razón de la suspensión. Street & Smith seguía adquiriendo relatos para la revista en noviembre y como el último número habría aparecido en los quioscos en algún momento de septiembre, esto implica que la revista se encontraba en un paréntesis (posiblemente debido a la huelga de las imprentas) con la expectativa de volver, tal vez con una periodicidad menor. Una nota en los archivos de Street & Smith registra la fecha de cancelación como el 1 de diciembre de 1919, lo que puede indicar el momento en que el retraso causado por la huelga convenció a Street & Smith de cerrar finalmente la revista.

## Contenidos y recepción

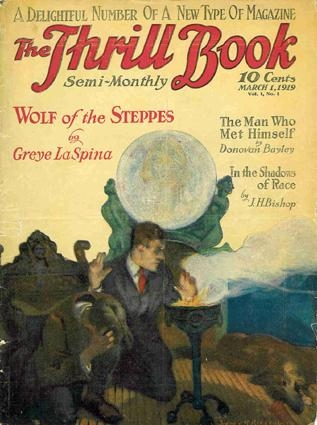
Portada del primer número, de fecha 1 de marzo de 1919; la ilustración es obra de Sidney Riesenberg

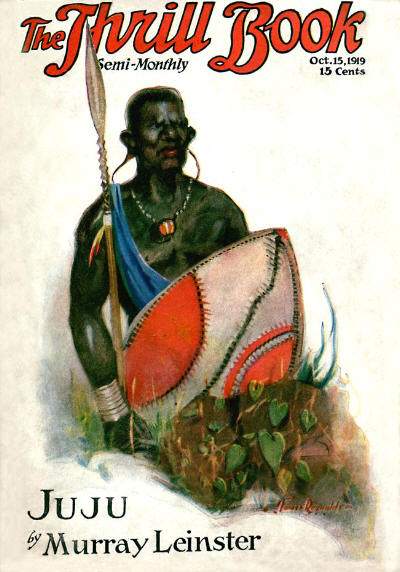
Portada del último número, obra de James Reynolds